# Palliduphantes margaritae
Palliduphantes margaritae là một loài nhện trong họ Linyphiidae.
Loài này thuộc chi Palliduphantes. Palliduphantes margaritae được J. Denis miêu tả năm 1934.